# Supreme Headquarters Allied Expeditionary Force

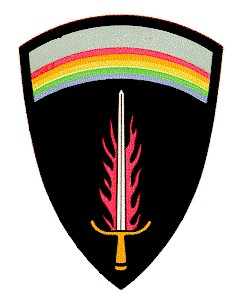
Insigne van de SHAEF

Supreme Headquarters Allied Expeditionary Force (afgekort als SHAEF), was het hoofdkwartier van de Opperbevelhebber van de geallieerde troepen in noordwest Europa, vanaf eind 1943 tot aan het einde van de Tweede Wereldoorlog. Generaal Dwight D. Eisenhower was gedurende de gehele periode van de SHAEF de bevelhebber. De rang zelf komt overeen met de rang Supreme Allied Commander Europe en Supreme Allied Commander Atlantic, maar ze verschillen slechts in titels.

## Tweede Wereldoorlog
Eisenhower verruilde het opperbevel van de strijdmachten in het Middellandse Zee-gebied voor het opperbevel van jet SHAEF, die in december 1943 was opgericht. De leden van het SHAEF schetsen het plan voor Operatie Overlord, die verder werd uitgewerkt door luitenant-generaal Frederick Morgan, COSSAC (Chief of Staff to the Supreme Commander Allied Forces) en majoor-generaal Ray Barker.
Morgan was degene die de leiding had over het ontwerpersteam. Zij begonnen in maart 1943, al voordat Eisenhower werd aangesteld, met het ontwerpen van de plannen voor een invasie in Noordwest-Europa. Dit resulteerde uiteindelijk in een grootschalige operatie, uitgevoerd op 6 juni 1944. Het proces werd gestalte gegeven door Eisenhower en de bevelhebber van de landmacht, generaal Sir Bernard Montgomery.
Na de Landingen op Frans grondgebied bleef het SHAEF nog voor enige tijd op Brits grondgebied. Pas nadat er een vast bruggenhoofd was gebouwd en de geallieerde troepen de overhand hadden gekregen in Noord-Frankrijk, verplaatste de SHAEF naar het Europese vasteland. Montgomery, aangesteld als tijdelijk opperbevelhebber van de landmacht, wilde het opperbevel hierover houden. Eisenhower, opperbevelhebber van de gehele geallieerde strijdmacht, besloot echter Montgomery te 'degraderen' tot opperbevelhebber van de Britse (en Canadese) landmacht, die in de oostelijke zijde van Normandië waren gevestigd. Omar Bradley kreeg de taak om als opperbevelhebber van de Amerikaanse landmacht te fungeren. De Amerikaanse legers waren gevestigd in het westelijk deel van Normandië.
Op het moment dat de uitbraak in Normandië in gang werd gezet, lanceerde de geallieerden ook in Zuid-Frankrijk een aanval, die de schuilnaam Dragoon kreeg. Op 15 augustus landde een grote troepenmacht tussen Marseille en Montpellier, die onder leiding stond van Jacob Devers. De troepen in Zuid-Frankrijk stonden tot één maand na de invasie onder zeggenschap van de Allied Forces Headquarters (AFHQ) of the Mediterranean Theatre of Operations. Na deze maand werd het commando overgeheveld naar het SHAEF. Vanaf dat moment had het SHAEF het commando over drie pantsergroepen. Deze waren allemaal gevestigd aan het Europese westfront, waar ze tot het einde van de oorlog zouden acteren. De Britse 21e legergroep vocht in de noordelijke sector, de Amerikaanse 12e legergroep opereerde in de middelste sector en de Amerikaanse 6e legergroep ging vanuit het zuiden te werk.
In december 1944 vestigde het SHAEF zich in het Trianon Palace Hotel in Versailles in Frankrijk. In februari 1945 verhuisde het naar een school in Reims en op 26 april 1945 naar Frankfurt in Duitsland.

## Strijdmacht

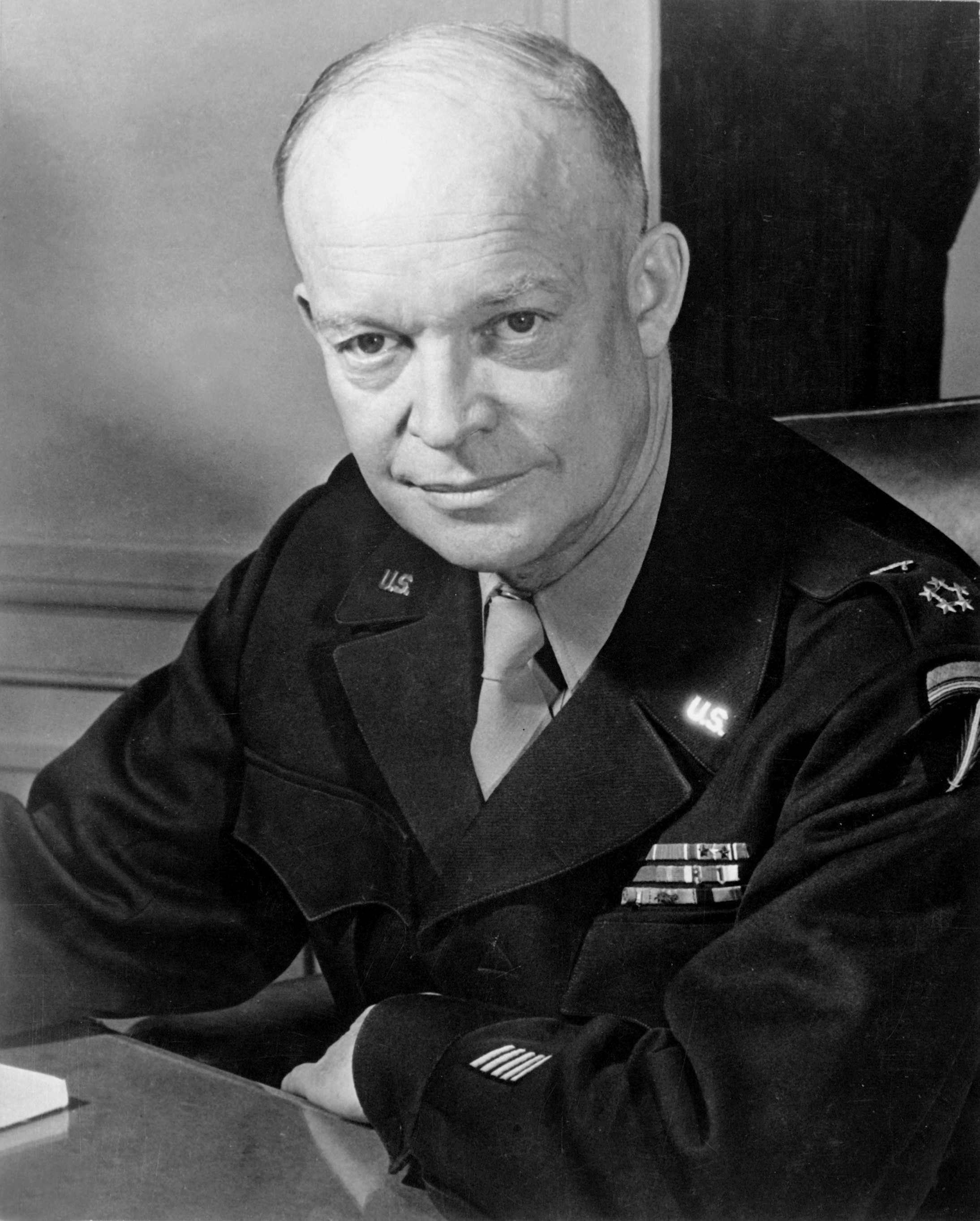
Dwight D. Eisenhower

SHAEF had het commando over het grootste aantal troepen die ooit zijn ingezet tijdens één operatie. Bovendien had het de leiding over troepen met verschillende nationaliteiten, zoals Amerikanen, Britten, Canadezen, Fransen, maar ook Nederlanders en Belgen. SHAEF had in totaal de beschikking over drie legergroepen, die in totaal acht legers omvatten.
- 1e Geallieerde luchtlandingsleger
- Britse 21e legergroep (Noordelijke sector)
  - 1e Canadese leger
  - 2e Britse leger
- Amerikaanse 12e legergroep (Middelste sector)
  - 1e Amerikaanse leger
  - 3e Amerikaanse leger
  - 9e Amerikaanse leger
  - 15e Amerikaanse leger
- Amerikaanse 6e legergroep (Zuidelijke sector)
  - 1e Franse leger
  - 7e Amerikaanse leger

Tijdens Operatie Neptune, de aanvalsfase van Overlord, had het SHAEF bovendien het commando over substantiële eenheden van de marine. Daarnaast had het de beschikking over twee tactische eenheden van de luchtmacht. Ook de geallieerde strategische bommenwerpers kwamen tijdens Operatie Neptune in zijn geheel onder het bevel van het SHAEF te staan.

## Bevelhebbers

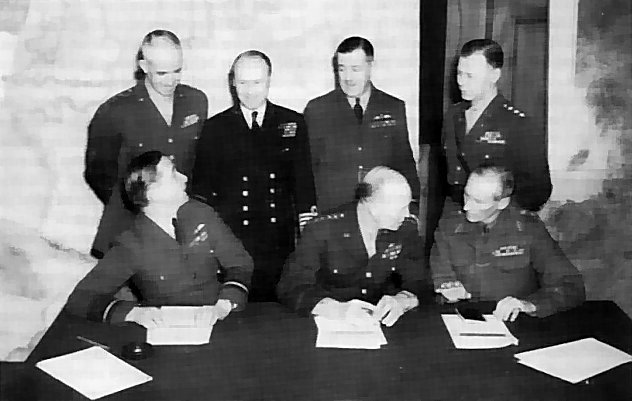
SHAEF conferentie in Londen. v.l.n.r.: (zittend) Arthur Tedder, Dwight D. Eisenhower en Bernard Montgomery (staand) Omar Bradley, Bertram Ramsay, Trafford Leigh-Mallory en Walter Bedell Smith

- Supreme Allied Commander: Generaal Dwight Eisenhower
- Deputy Supreme Allied Commander: Air Chief Marshal Arthur Tedder
- Ground Forces Commander: Generaal Bernard Montgomery
- Air Forces Commander: Air Marshal Trafford Leigh-Mallory
- Naval Forces Commander: Admiraal Bertram Ramsay.[1]

## Na de Tweede Wereldoorlog

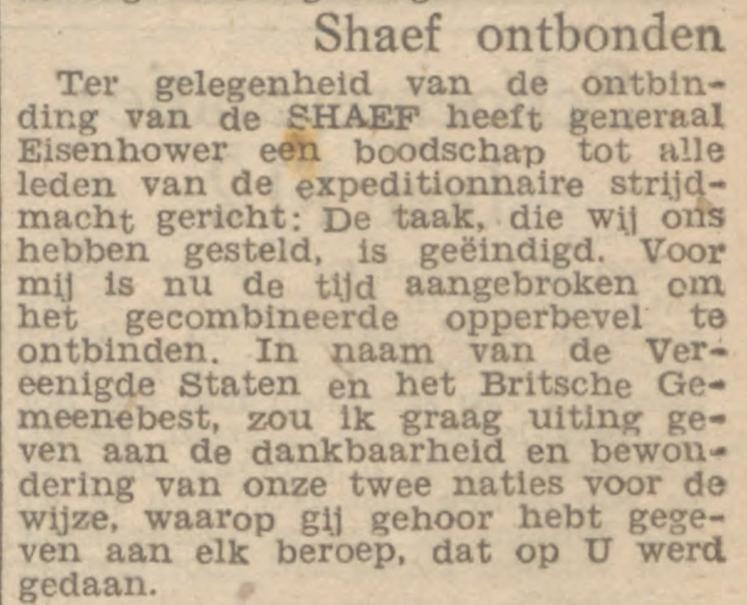
[https://www.delpher.nl/nl/kranten/view?query=shaef+ontbonden&page=1&cql%5B%5D=%28DelpherPublicationDate+_gte_+%2214-07-1945%22%29&coll=ddd&redirect=true&identifier=ddd:010381064:mpeg21:a0014&resultsidentifier=ddd:010381064:mpeg21:a0014&rowid=4

Op 14 juli 1945, na de capitulatie van Nazi-Duitsland op 8 mei, werd het SHAEF opgeheven. De taken van SHAEF werden overgenomen en voortgezet door de 'British Military Mission to the Netherlands Government' en 'US Forces, European Theatre' (USFET). USFET werd op 15 maart 1947, na een reorganisatie, hernoemd naar US Forces, European Command (EUCOM). De documenten hiervan waren geclassificeerd als geheim, maar werden later door de British Military Mission op 15 mei 1947 openbaar verklaard.
Met de ontbinding van SHAEF eindigde tevens de eerste militaire fase en kwam de verantwoordelijkheid voor het bestuur weer bij de Nederlandse regering te liggen.